# Taça da Associação de Futebol do Porto
A Taça da Associação de Futebol do Porto é um troféu organizado pela AF Porto desde a época 2013–14. A taça é disputada entre os clubes que disputam as divisões distritais da associação.

## Vencedores

### Por época
| Época   | Vencedor             |
| ------- | -------------------- |
| 2024–25 | Aparecida FC         |
| 2023–24 | S.C Coimbrões        |
| 2022–23 | FC Foz               |
| 2021–22 | GCD Vila Caiz        |
| 2020–21 | FC Pedroso           |
| 2019–20 | Sem vencedor         |
| 2018–19 | FC Vilarinho         |
| 2017–18 | SC Rio Tinto         |
| 2016–17 | CF Canelas 2010      |
| 2015–16 | C.R.P. Barrosas      |
| 2014–15 | CF Oliveira do Douro |
| 2013–14 | CF Serzedo           |

### Por clube
| Clube                | Venceu | Época(s) |
| -------------------- | ------ | -------- |
| CF Serzedo           | 1      | 2013–14  |
| CF Oliveira do Douro | 1      | 2014–15  |
| C.R.P. Barrosas      | 1      | 2015–16  |
| CF Canelas 2010      | 1      | 2016–17  |
| SC Rio Tinto         | 1      | 2017–18  |
| FC Vilarinho         | 1      | 2018–19  |
| FC Pedroso           | 1      | 2020–21  |
| GCD Vila Caiz        | 1      | 2021–22  |
| FC Foz               | 1      | 2022–23  |
| S.C Coimbrões        | 1      | 2023–24  |
| Aparecida FC         | 1      | 2024–25  |

Ref.: 